# Estats postsoviètics

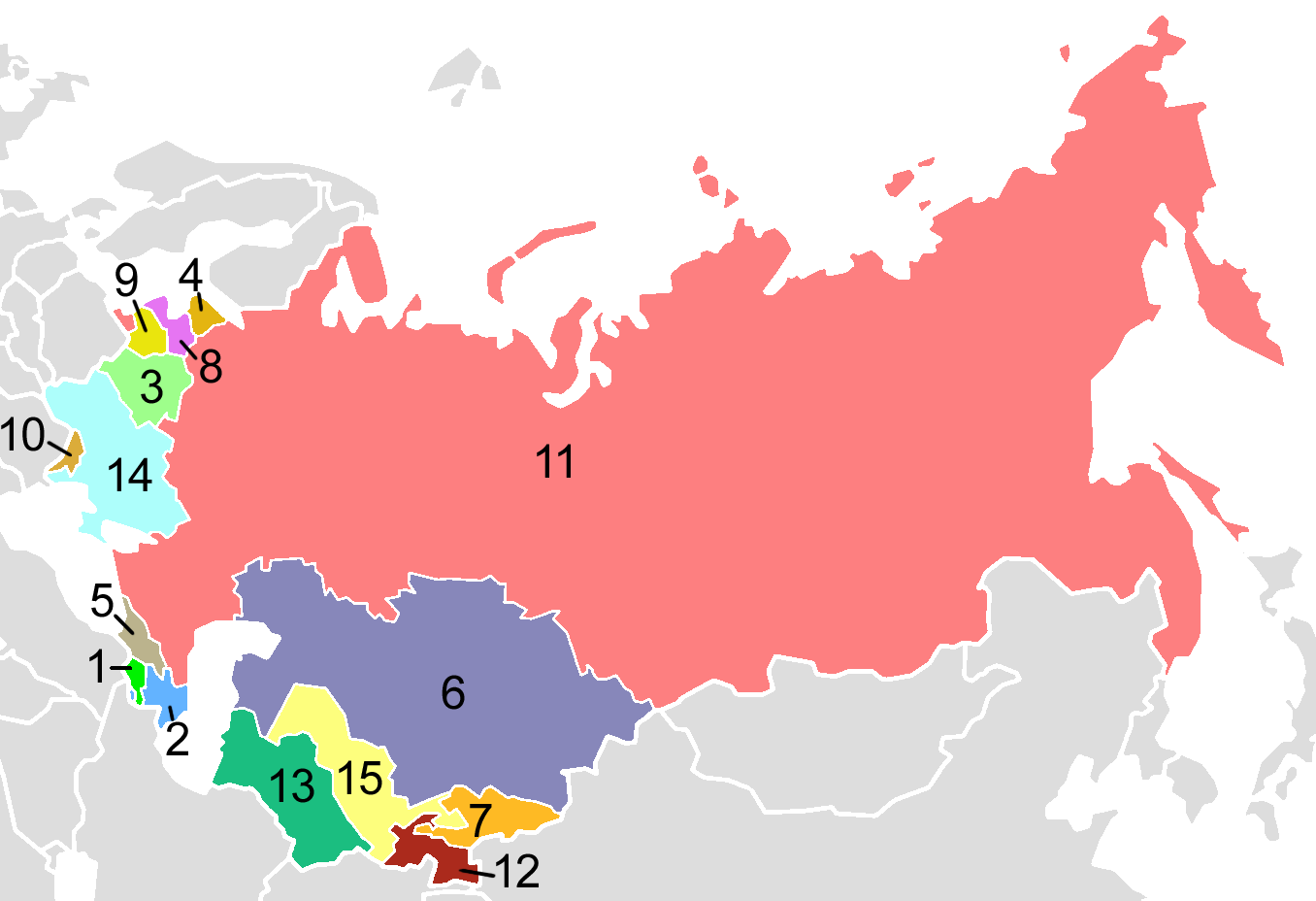
Estats post-soviètics per ordre alfabètic:
1. Armènia;
2. Azerbaidjan;
3. Belarús;
4. Estònia;
5. Geòrgia;
6. Kazakhstan;
7. Kirguizstan;
8. Letònia;
9. Lituània;
10. Moldàvia;
11. Federació Russa;
12. Tadjikistan;
13. Turkmenistan;
14. Ucraïna;
15. Uzbekistan

Els estats post-soviètics, coneguts també sota el nom de les antigues repúbliques soviètiques, són les nacions independents que van sorgir de la dissolució de la Unió de Repúbliques Socialistes Soviètiques l'any 1991. Ex repúbliques soviètiques o Estats postsoviètics són termes sinònims utilitzats per referir-se a les antigues repúbliques que conformaven la Unió de Repúbliques Socialistes Soviètiques (URSS). Després de la caiguda de l'URSS el 1991, aquesta es va dividir en 15 països independents. Cadascun d'aquests països té la seva pròpia cultura i llengua, però, arran d'aquesta unió es tenen encara alguns lligams culturals entre els països independitzats. Entre altres aspectes ressalten l'ús del rus com a llengua franca. No obstant això, poden citar-se casos extrems: Ucraïna ha adoptat l'ucraïnès com a llengua oficial, Letònia requereix que els seus habitants aprovin un examen en letó per a poder adquirir els drets de la ciutadania de la Unió Europea i en Belarús s'usa el rus en gairebé tots els assumptes oficials.

## Estats i classificació geogràfica
Se sol classificar aquests estats en 5 grups força definits, corresponents a regions teoritzades mitjançant criteris geogràfics, culturals o polítics amb una sèrie de trets comuns, també basada en part per la seva relació històrica amb Rússia.
- Estats bàltics: 
  -  - Estònia.
  -  - Letònia.
  -  - Lituània.
- Àsia central:
  -  - Kazakhstan.
  -  - Kirguizstan.
  -  - Tadjikistan.
  -  - Turkmenistan.
  -  - Uzbekistan.

- El Caucas:
  -  - Armènia.
  -  - Azerbaidjan.
  -  - Geòrgia.

- Europa de l'est:
  -  - Belarús.
  -  - Moldàvia.
  -  - Ucraïna.

- Rússia:
  -  - Federació Russa.

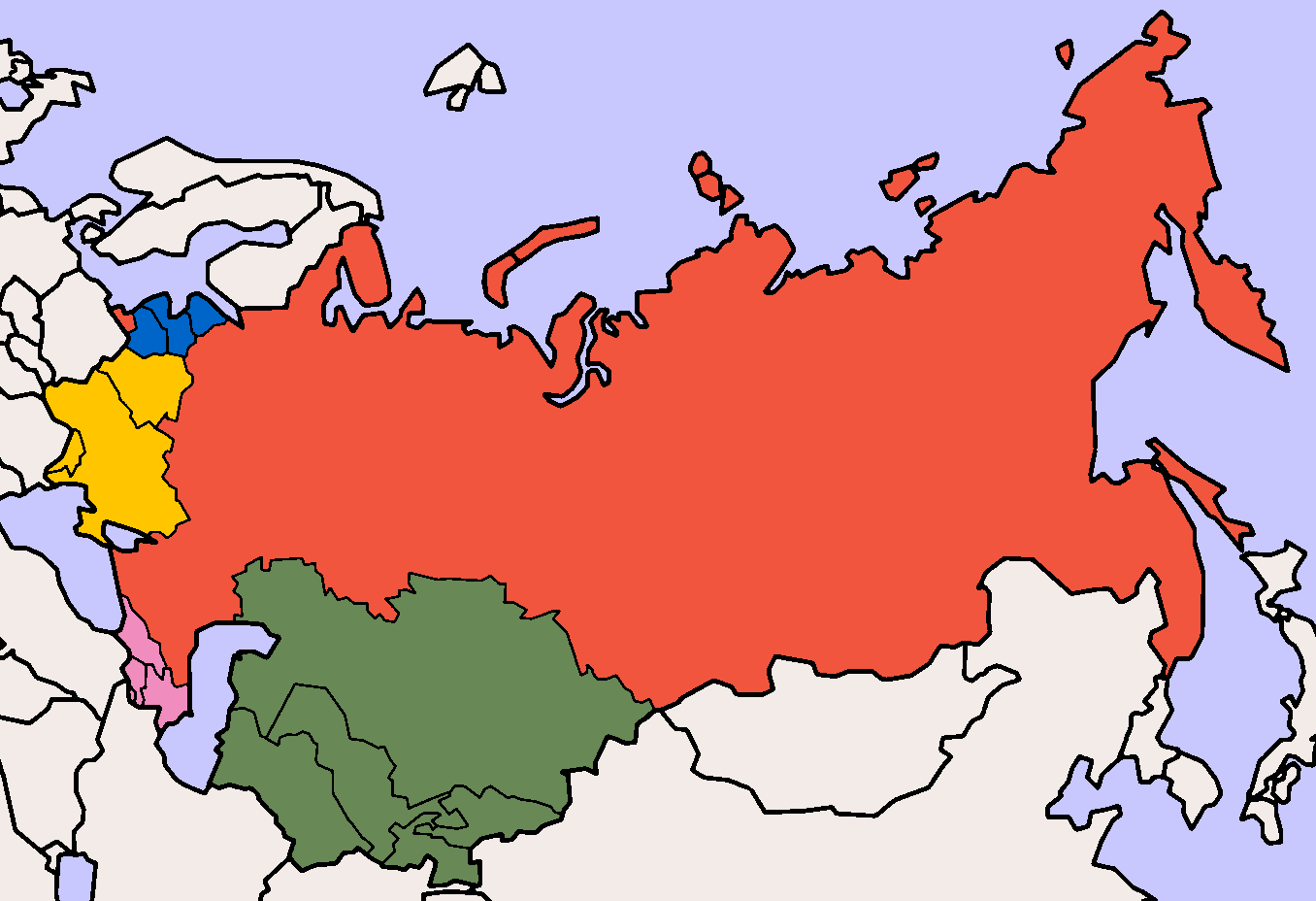
La classificació més corrents dels estats post-soviètics

Rússia, tant per la seva extensió com sobretot per la seva condició d'estat dominant en aquesta regió del planeta, representa una categoria pròpia.
Els estats d'Europa de l'est que apareixen a la llista històricament han mantingut una relació molt lligada a Rússia des de la seva encarnació més antiga com a estat, mentre que les àrees de l'Àsia central i el Transcaucas no van ser conquerits fins als segles xviii o xix.
Els estats bàltics han estat subjugats a diferents potències europees (l'Orde Teutònic, Dinamarca, Polònia i Suècia) durant la major part de la seva història abans que la Rússia Imperial se'ls annexés al segle xviii. Esdevingueren països independents després de la Primera Guerra Mundial, però el 1940 la Unió Soviètica els va tornar a ocupar.

### Conflictes territorials
A més d'aquests, hi ha uns quants estats independents de facto, però que no que disposen de reconeixement internacional, i l'estatus dels quals ha estat matèria de conflicte armat:
- Txetxènia i el Daguestan, on grups guerrillers intenten independentizar-se de Rússia.
- Transnístria, de facto independent de Moldàvia.
- Abkhàzia i Ossètia del Sud, de facto independents de Geòrgia, així com la república autònoma d'Adjària, que cerca un nivell més gran d'autonomia.
- L'Alt Karabakh és independent de facto de l'Azerbaidjan, i la República autònoma de Talysh-Mughan, que cerca aconseguir més autonomia.

## Organitzacions pròpies
- Comunitat d'Estats Independents, a la qual pertanyen 11 d'aquests 15 països.
- GUAM: lliga de quatre països (Geòrgia, Ucraïna, Azerbaidjan i Moldàvia) fundada amb la intenció de contrarestar la influència russa sobre la regió.[1]
- Organització del tractat de seguretat col·lectiva.
- Comunitat Econòmica Eurasiàtica
- Organització de Cooperació de l'Àsia Central.